# WWE SmackDown 1000
SmackDown 1000 fue un especial de televisión que fue transmitido en vivo el 16 de octubre de 2018, transmitido en el canal televisivo estadounidense USA Network qué celebraba su episodio 1000 del show de la WWE de la marca SmackDown Live.

## Antecedentes
WWE SmackDown, comenzó con el debut de la serie el 29 de agosto de 1999 en Kansas City, Misuri. El programa fue transmitido originalmente los jueves por la noche, pero se trasladó al viernes, el 9 de septiembre de 2005, antes de regresar a los jueves, el 15 de enero de 2015. El 19 de julio de 2016, fue trasladado a transmisiones en vivo los martes por la noche. Los ex Campeones Mundial Peso Pesado The Undertaker, Edge, y Rey Mysterio aparecerán en el evento.
Se confirmó a finales de septiembre de 2018 la presencia de todos los miembros del stable Evolution. El 2 de octubre de 2018, se confirmó también la presencia de Vickie Guerrero y Teddy Long. El 9 de octubre de 2018, se confirmó que Michelle McCool y Torrie Wilson, al igual que Kane aparecerían también en el evento.

## Resultados
- The Usos (Jey Uso & Jimmy Uso) derrotaron a AJ Styles & Daniel Bryan (9:04).
  - Jey cubrió a Bryan después de un «Double Superkick».
- The Miz derrotó a Rusev (con Lana) y clasificó a la Copa Mundial de la WWE en Crown Jewel (0:42).
  - The Miz cubrió a Rusev con un «Roll-up».
  - Durante la lucha, Aiden English interfirió distrayendo a Rusev.
  - Después de la lucha, Rusev & Lana atacaron a English.
- The Bar (Cesaro & Sheamus) derrotaron a The New Day (Big E & Xavier Woods) (con Kofi Kingston) y ganaron el Campeonato en Parejas de SmackDown (13:26).
  - Sheamus cubrió a Big E después de un «Brogue Kick».
  - Durante la lucha, The Big Show interfirió a favor de The Bar atacando a Kingston, cambiando a heel.
  - Después de la lucha, Show celebró junto a The Bar.
- Rey Mysterio derrotó al Campeón de los Estados Unidos Shinsuke Nakamura y clasificó a la Copa Mundial de la WWE en Crown Jewel (10:07).[10]
  - Mysterio cubrió a Nakamura después de un «619» y un «Splash».
  - El Campeonato de los Estados Unidos de Nakamura no estuvo en juego.
  - Esta fue la primera lucha de Mysterio en WWE después de 4 años.